# Walther Schücking

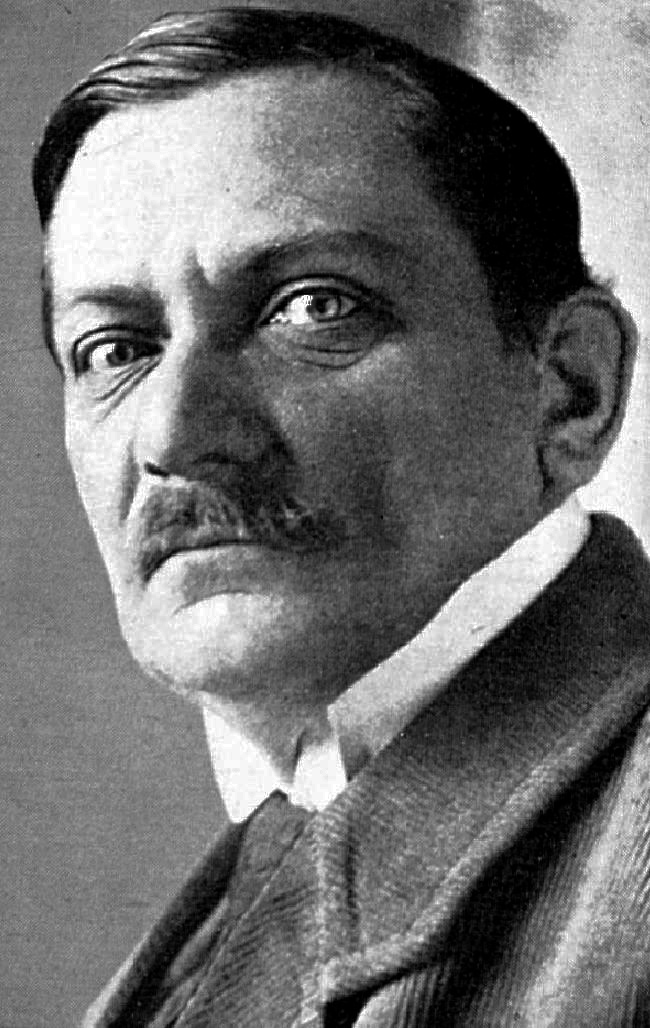
Walther Schücking

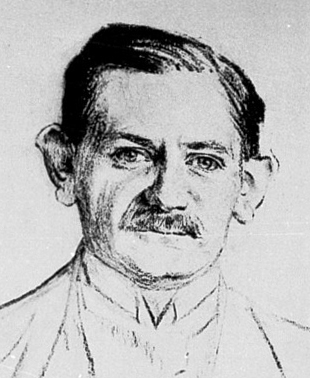
Walther Schücking 1903–1920 (Kohlezeichnung von Karl Doerbecker)

Walther Max Adrian Schücking (* 6. Januar 1875 in Münster; † 25. August 1935 in Den Haag) war liberaler Politiker, Völkerrechtler, Pazifist und als erster und einziger Deutscher von 1931 bis zu seinem Tod Richter am Ständigen Internationalen Gerichtshof in Den Haag.

## Familie
Walther Schücking war ein Enkel des in der Literaturgeschichte bekannten Droste-Freundes Levin Schücking (1814–1883) und der Schriftstellerin Louise von Gall (1815–1855) und stammte aus der seit Jahrhunderten im Münsterland ansässigen Juristen- und Gelehrtenfamilie Schücking. Er war der Bruder des Anglistikprofessors und Shakespeare-Forschers Levin Ludwig Schücking (1878–1964) und des Husumer Bürgermeisters, Rechtsanwaltes, Schriftstellers und Pazifisten Lothar Engelbert Schücking (1873–1943). Er war verheiratet mit Adelheid von Laer (1881–1952) und altkatholischer Konfession. Er war der Vater des Juristen, Kommunalpolitikers und politischen Beamten Christoph Bernhard Schücking.

## Leben

### Ausbildung, Lehre
Schücking wurde in Münster als Sohn des Kreisrichters Carl Lothar Levin Schücking und seiner Frau Luise Wilhelmine Amalie geb. Beitzke (einer Tochter von Heinrich Ludwig Beitzke) geboren. Er verbrachte seine ersten Lebensjahre in Burgsteinfurt. Die Familie zog während seiner Kindheit nach Münster um. Dort besuchte er das Gymnasium Paulinum und bestand 1894 das Abitur mit ausgezeichneten Ergebnissen.
Schücking absolvierte das Studium der Staats- und Rechtswissenschaften ab 1894 zunächst an der Universität München, dann jeweils ein Semester an den Universitäten Bonn und Berlin und ab 1896 in Göttingen. Dort promovierte Walther Schücking bei Ludwig von Bar über ein völkerrechtliches Thema (maxime laudabiliter). Den juristischen Referendardienst leistete er in Dülmen ab und habilitierte sich bereits 1899 an der Georg-August-Universität Göttingen über ein rechtshistorisches Thema „Der Regierungsantritt“. Im Jahre 1900 wurde er als der jüngste außerplanmäßige Professor in Preußen gegen den Willen der Fakultät an die Universität Breslau und 1902 zunächst als außerordentlicher, ein Jahr später als ordentlicher Professor an die Universität Marburg berufen.
In Marburg lehrte Schücking bis 1920 Staatsrecht, Völkerrecht, Kirchen- und Verwaltungsrecht. In Abgrenzung zu den Professoren der sehr konservativen Marburger juristischen Fakultät knüpfte Schücking Kontakte zu den beiden linksliberalen Führern der neukantianischen Schule Hermann Cohen und Paul Natorp sowie zu dem Theologen Martin Rade. Er wurde Vorsitzender der Ortsgruppe der Fortschrittlichen Volkspartei und kandidierte 1908 und 1913 erfolglos für das Preußische Abgeordnetenhaus. Als Schücking gegen die behördliche Enteignung polnischen Grundbesitzes durch das Ansiedlungsgesetz protestierte, kam es zum Konflikt. Das preußische Kultusministerium schloss ihn wegen sittlicher Unwürdigkeit aus der juristischen Prüfungskommission für das Referendarexamen dauerhaft aus.
In einer kurzzeitig lebhaft diskutierten Schrift von 1913 mit dem Titel Neue Ziele der staatlichen Entwicklung fasste Schücking seine politischen Vorstellungen zusammen und wandte sich allgemein gegen die „Verpreußung“ des Geisteslebens und die Anpassung an den preußischen Staat. Er forderte für Preußen den Übergang zu einem parlamentarischen Regierungssystem, die Gleichstellung der Frau, die Trennung von Staat und Kirche, den Ausgleich zwischen Kapitalismus und Sozialismus, die Versöhnung von Nationalismus und Internationalismus und die Integration der Sozialdemokratie in den Staat. In der konservativ-reaktionären Presse wurde sein Werk als „haarsträubender Tertianerschnitzer“ beschimpft, während es in der Fachpresse eher Anerkennung fand. Schücking sei „der schwungkräftigste und hoffnungsfreudigste unserer jüngeren Staatsrechtslehrer“, schrieb Martin Spahn in seiner Besprechung des Buches. Obwohl Spahn der Forderung Schückings nach einer Parlamentsherrschaft in Deutschland widersprach, kam er zu dem Schluss: „Das mutige Beispiel Schückings, die Frische seines Wortes, die Geradheit seiner Meinungen verdient Widerhall!“
1907 veröffentlichte Schücking in der Festschrift für Paul Laband einen Beitrag „Die Organisation der Welt“, in der er als Aufgabe der Zukunft die Vereinigung des nationalen Ideals mit dem internationalen formulierte und in der er die Entwicklung der Idee einer Weltorganisation vom Römischen Kaiserreich bis zu den Haager Friedenskonferenzen darstellte. Als Pazifist schloss er sich der von Bertha von Suttner gegründeten Deutschen Friedensgesellschaft an und arbeitete eng mit Ludwig Quidde zusammen. Andrew Carnegie berief ihn in seine Stiftung und er war neben Henry Brailsford, Pawel Miljukow, Samuel Train Dutton, Josef Redlich und Justin Godart Teil der internationalen Kommission zur Untersuchung der Balkankriege, welche 1914 einen Bericht über ihre Arbeit veröffentlichte. Schücking erhielt dabei das Einverständnis Berlins zu spät, um rechtzeitig zur Kommission in Belgrad zu stoßen und an den Kommissionsarbeiten vor Ort teilzunehmen. In Belgrad angekommen, täuschten ihn die serbischen Behörden mit der falschen Information, die Kommission habe sich aufgelöst, so dass er unverrichteter Dinge die Rückreise antrat.
Auch während des Ersten Weltkrieges blieb Schücking dem Gedanken der internationalen Verständigung verbunden. Als Mitglied der Zentralorganisation für einen dauerhaften Frieden, in der Persönlichkeiten aus allen kriegsführenden Ländern außer aus Frankreich vertreten waren, nahm er an der Haager Konferenz im April 1915 teil und versuchte durch Denkschriften und Unterredungen im Auswärtigen Amt, seinen Vorstellungen von einem Verständigungsfrieden Geltung zu verschaffen, allerdings bis zum militärischen Zusammenbruch des Kaiserreichs ohne Erfolg. Seine Aktivitäten missfielen der politischen und der militärischen Führung, so dass ihm 1915 das Generalkommando Kassel untersagte, über diese Probleme mit auswärtigen Kollegen zu korrespondieren, Reisen ins Ausland zu machen und seine Ideen über internationale Organisationen zu vertreten.

### 1918–1935

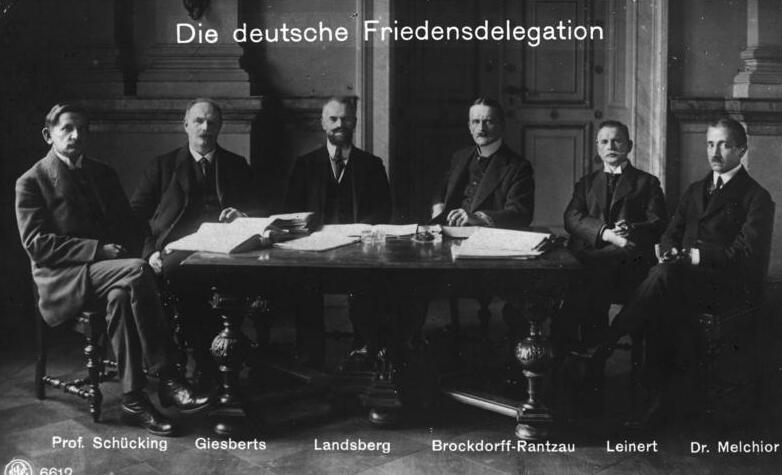
Die deutsche Friedensdelegation vor der Abreise nach Versailles. Walther Schücking (erste Person von links), 1919

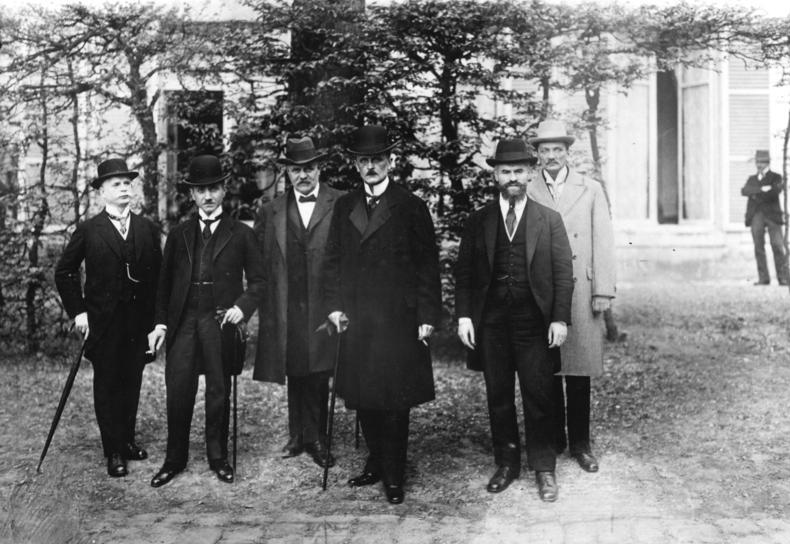
Gruppenbild der deutschen Verhandlungsdelegation für die Friedensverhandlungen zum Versailler Vertrag. Walther Schücking (rechts im hellen Mantel), 1919

Nach Ausrufung der Republik trat Schücking der neu gegründeten linksliberalen DDP bei, in der er zunächst führend tätig war. Von 1919 bis 1928 war er Abgeordneter in der Weimarer Nationalversammlung und im Reichstag für den Wahlkreis Hessen-Nassau. Angesichts seines internationalen Ansehens als Pazifist und als Völkerrechtler war er einer der sechs deutschen Hauptdelegierten bei den Versailler Friedensverhandlungen. Über das Ergebnis, das zum Nachteil Deutschlands so gar nicht zu seinen völkerverbindenden Ideen passte, war Schücking tief enttäuscht. Er riet von der Ratifizierung des Friedensvertrags ab und begründete dies für die Mehrheit seiner Fraktion in der Nationalversammlung. Trotzdem trat er für den Völkerbundgedanken ein und war maßgeblich an der Gründung der Deutschen Liga für Völkerbund beteiligt.
Im November 1918 wurde Schücking zum Vorsitzenden der vom Rat der Volksbeauftragten berufenen Kommission zur Untersuchung der Anklagen wegen völkerrechtswidriger Behandlung der Kriegsgefangenen in Deutschland eingesetzt. Sie wurde nach ihm auch kurz Schücking-Kommission genannt. Er war Mitglied und seit 1924 Vorsitzender des Parlamentarischen Untersuchungsausschusses, der u. a. die Kriegsentstehung, Deutschlands Haltung bei den Haager Friedenskonferenzen, die versäumten Friedensmöglichkeiten und die Verletzungen des Völkerrechts im Weltkrieg untersuchten. Dagegen gelang es ihm trotz seines Rufs als Verfassungsrechtler nicht, in den Verfassungsausschuss der Weimarer Nationalversammlung berufen zu werden. An der Ausarbeitung der Weimarer Reichsverfassung konnte er deshalb nicht in der von ihm gewünschten Form teilnehmen, was er als bittere Zurücksetzung durch seine Partei empfand.
Einige Jahre arbeitete Schücking auch im Präsidium der Deutschen Friedensgesellschaft mit. Er war Mitglied des Rates des Internationalen Friedensbüros in Genf und betätigte sich besonders intensiv in der Interparlamentarischen Union, einer 1888 gegründeten Vereinigung von Parlamentariern verschiedener Regierungssysteme zur Förderung der gegenseitigen Verständigung, deren Tagung in Berlin er im Jahre 1928 leitete.
Schücking strebte nun auch beruflich aus der hessischen Kleinstadt Marburg hinaus. Versuche der Sozialdemokraten und der liberalen Presse, ihm die Leitung des an der Universität Berlin neu gegründeten Instituts für ausländisches öffentliches und Völkerrecht zu übertragen, scheiterten am Widerstand der Fakultät. So nahm Schücking 1921 als Nachfolger von Hugo Preuß einen Ruf an die Berliner Handelshochschule und 1926 an die Universität Kiel an. Zusammen mit Hans Wehberg verfasste er einen zwischen 1921 und 1931 in drei Auflagen erschienenen Kommentar zur Satzung des Völkerbundes.
Schückings beruflichen Höhepunkt stellte seine am 25. September 1930 durch den Völkerbundsrat und die Völkerbundsversammlung erfolgte Wahl zum ersten deutschen Richter am Ständigen Internationalen Gerichtshof in Den Haag dar, an dem er 1923 bereits als Ad-hoc-Richter tätig gewesen war. Nach seiner Berufung zum Richter war seine Stellung bis zum Ende seiner nominellen Amtszeit von neun Jahren unanfechtbar. Als die Regierung Hitler nach der nationalsozialistischen „Machtergreifung“ den Demokraten und Pazifisten Schücking aus seinem Richteramt vertreiben wollte, konnte dieser es sich leisten, das Ansinnen der deutschen Regierung zurückzuweisen. Seit 1921 war Schücking von der deutschen Regierung zum deutschen Vertreter an einem anderen internationalen Gericht, dem Ständigen Schiedshof in Den Haag, berufen worden. 1927 war seine Wahl dafür um weitere sechs Jahre verlängert worden. Die Hitler-Regierung verlängerte Schückings Amt 1933 nicht, sondern setzte an seiner statt den dem Nationalsozialismus nahestehenden Axel von Freytagh-Loringhoven ein. Zur gleichen Zeit beraubten die nationalsozialistischen Machthaber Schücking mit Hilfe des so genannten Gesetzes zur Wiederherstellung des Berufsbeamtentums seines Lehrstuhls und seines Instituts in Kiel. Schückings Nachfolger wurde kommissarisch Kurt Rühland und ab 1935 Paul Ritterbusch. Schücking blieb daher in Den Haag, wo er schon im Jahr 1935 starb.

## Ehrungen

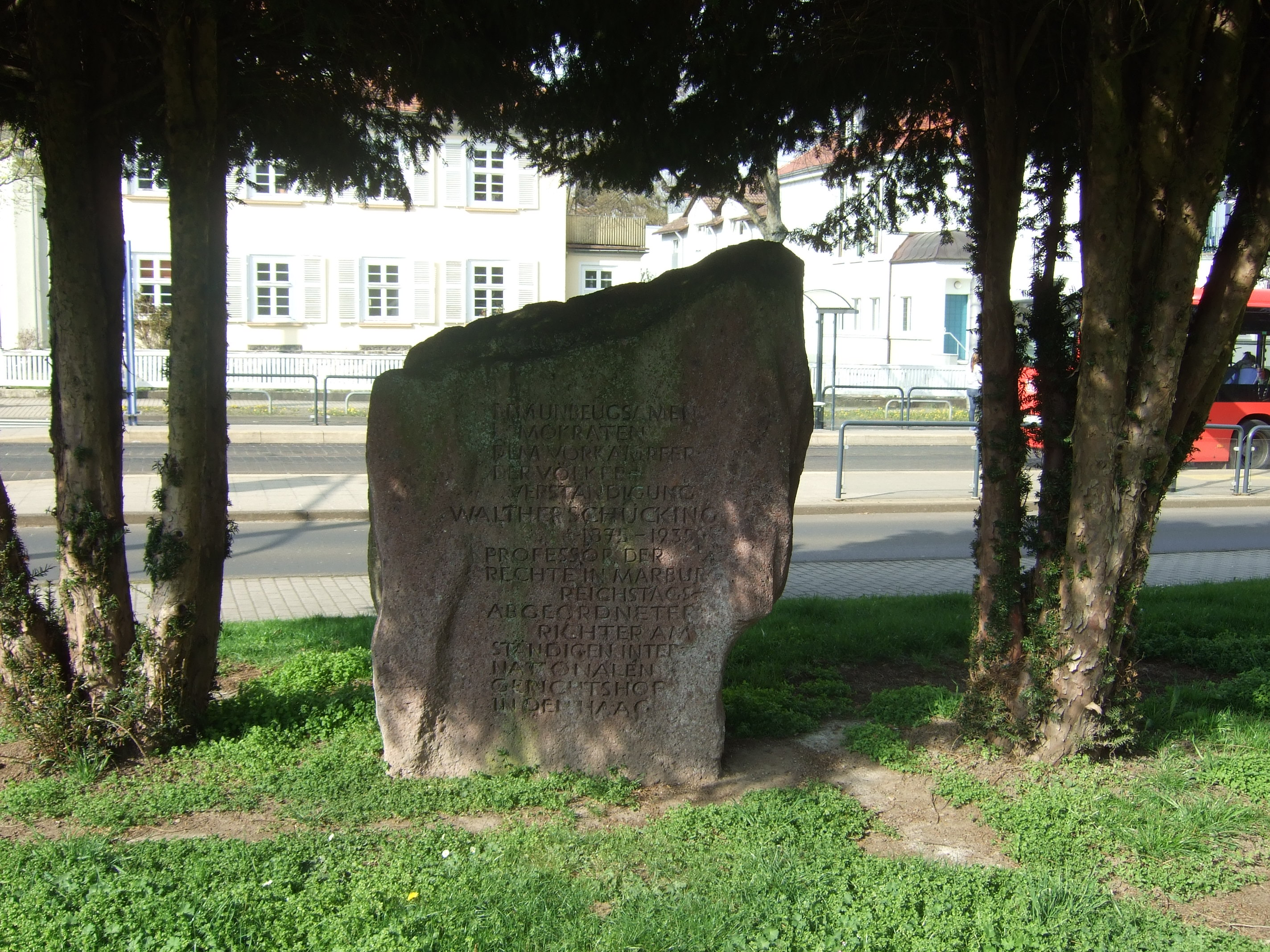
Gedenkstein für Walther Schücking in Kassel

Walther Schücking wurde in den Jahren 1918, 1919, 1920, sowie 1928, 1929, 1930, 1931, 1932, 1933 und 1934 für den Friedensnobelpreis nominiert. Die Académie royale des Sciences, des Lettres et des Beaux-Arts de Belgique nahm ihn im Dezember 1931 als assoziiertes Mitglied auf.
Nach Schücking sind unter anderem das Walther-Schücking-Institut für internationales Recht der Christian-Albrechts-Universität zu Kiel, eine Straße in Kiel, ein Platz in Kassel und eine Straße in Marburg benannt. In Kassel gibt es außerdem einen Gedenkstein mit der Inschrift „Dem unbeugsamen/ Demokraten/ dem Vorkämpfer/ der Völker-/ verständigung/ Walther Schücking/ 1875–1935/ Professor der/ Rechte in Marburg/ Reichstags-/ abgeordneter/ Richter am/ Ständigen Inter-/ nationalen/ Gerichtshof/ in Den Haag“ und auf der Rückseite mit Schückings Leitmotiv „Frieden durch Recht“.

## Heutige Rezeption
Angela Klopsch schrieb 2009: „Schücking wird [...] neben Hans Wehberg als einer der bedeutendsten Staats- und Völkerrechtler des frühen 20. Jahrhunderts angesehen.“

## Schriften (Auswahl)
- Der Staat und die Agnaten. Gustav Fischer, Jena 1902 (Digitalisat im Internet Archive).
- Quellensammlung zum preußischen Staatsrecht. Mohr, Tübingen 1907 (Digitalisat im Internet Archive).
- Die Organisation der Welt. Alfred Kröner, Leipzig 1909 (Digitalisat im Internet Archive).
- Der Staatenverband der Haager Konferenzen. Duncker & Humblot, Leipzig 1912 (Digitalisat in der Universitätsbibliothek Regensburg).
- Kultur und Krieg (= Veröffentlichungen des Verbandes für internationale Verständigung. Heft 14). Kohlhammer, Stuttgart 1914 (Digitalisat im Internet Archive).
- Der Dauerfriede – Kriegsaufsätze eines Pazifisten. Verlag Naturwissenschaften, Leipzig 1917.
- Der Bund der Völker – Studien und Vorträge zum organisatorischen Pazifismus. Neuer Geist, Leipzig 1918 (Digitalisat).
- Internationale Rechtsgarantien – Ausbau und Sicherung der zwischenstaatlichen Beziehungen. Broschke & Co., Hamburg 1919 (Digitalisat im Internet Archive).
- Annehmen oder ablehnen? Rede in der Fraktion der Demokratischen Partei zu Weimar am 19. Juni 1919. Mittler, Berlin 1919 (Digitalisat).
- Die Satzung des Völkerbundes – kommentiert von Walther Schücking und Hans Wehberg. Vahlen, Berlin 1921.
- Das völkerrechtliche Institut der Vermittlung. H. Aschehoug & Co (W. Nygaard), Kristiania/Oslo u. a. 1923.
- Der Kodifikationsversuch betreffend die Rechtsverhältnisse des Küstenmeeres und die Gründe seines Scheiterns. F. Hirt, Leipzig 1931.